# گیل رابرتز
گیل رابرتز (انگلیسی: Gil Roberts؛ زادهٔ۱۵ مارس ۱۹۸۹) یک ورزشکار دو و میدانی اهل ایالات متحده آمریکا است.
وی در مسابقات کشوری و بین‌المللی در مجموع برندهٔ ۲ مدال طلا در ۴۰۰×۴ متر امدادی شده‌است.